# Cornel Pavlovici
Cornel Pavlovici (ur. 2 kwietnia 1943 w Bukareszcie, zm. 8 stycznia 2013 tamże) – rumuński piłkarz grający na pozycji napastnika.

## Życiorys
Cornel Pavlovici podczas swojej kariery piłkarskiej grał w następujących klubach: Metalul Bukareszt, Recolta Carei, Dynamo Baia Mare, ASMD Satu Mare, Jiul Petroszany, Viitorul Bukareszt, Steaua Bukareszt, ASA Târgu Mureș, Argeș Pitești, Petrolul Ploeszti, Progresul Bukareszt, Metalul Târgoviște, FC Brașov i Metalul Turnu Severin. W sezonie 1963/1964 został królem strzelców ekstraklasy rumuńskiej, a w 1966 roku zdobył Puchar Rumunii.
W reprezentacji Rumunii w latach 1963–1964 rozegrał 7 meczów i strzelił 7 goli. Zadebiutował w niej 12 maja 1963 roku w Bukareszcie w wygranym 3:2 meczu z NRD, w którym strzelił gola. Brał udział na Igrzyskach Olimpijskich 1964 w Tokio, podczas których strzelił 6 goli.
Cornel Pavlovici zmarł 8 stycznia 2013 roku w Bukareszcie w wieku 69 lat.

## Statystyki
- Ekstraklasa rumuńska: 134 mecze, 57 goli
- Puchar Miast Targowych: 3 mecze, 2 gole
- Reprezentacja Rumunii U-23: 8 meczów, 0 goli
- Reprezentacja Rumunii: 7 meczów, 7 goli

### Gole w reprezentacji
| #  | Data                 | Miejsce                                       | Przeciwnik | Wynik | Rozgrywki                 |
| -- | -------------------- | --------------------------------------------- | ---------- | ----- | ------------------------- |
| 1. | 12 maja 1963         | Stadionul Național, Bukareszt, Rumunia        | NRD        | 3–2   | Towarzyski                |
| 2. | 13 października 1964 | Komazawa Olympic Park Stadium, Tokio, Japonia | NRD        | 1–1   | Igrzyska Olimpijskie 1964 |
| 3. | 15 października 1964 | Omiya Park Soccer Stadium, Saitama, Japonia   | Iran       | 1–0   | Igrzyska Olimpijskie 1964 |
| 4. | 20 października 1964 | Nishikyogoku Athletic Stadium, Kioto, Japonia | Ghana      | 4–2   | Igrzyska Olimpijskie 1964 |
| 5. | 20 października 1964 | Nishikyogoku Athletic Stadium, Kioto, Japonia | Ghana      | 4–2   | Igrzyska Olimpijskie 1964 |
| 6. | 20 października 1964 | Nishikyogoku Athletic Stadium, Kioto, Japonia | Ghana      | 4–2   | Igrzyska Olimpijskie 1964 |
| 7. | 22 października 1964 | Stadion Nagai, Osaka, Japonia                 | Jugosławia | 3–0   | Igrzyska Olimpijskie 1964 |

## Sukcesy
- Puchar Rumunii: 1966
- Król strzelców ekstraklasy rumuńskiej: 1964